# Saif al-Islam Gaddafi
Saif al-Islam Muammar al-Gaddafi (arabiska: سيف الإسلام معمر القذافي), vars namn betyder Islams svärd (eller sabel), född 25 juni 1972 i Tripoli, är en libysk ingenjör och politiker. Han är son till Muammar al-Gaddafi och Safia Farkash.
Saif var ledande i processen då Libyen lade ner sina försök att skapa massförstörelsevapen 2002–2003. Han har kritiserat Libyen för brist på demokrati och lagt fram en rapport där han föreslår förstärkta mänskliga rättigheter i landet. Han har även arbetat fram ett förslag på en lösning av Israel–Palestina-konflikten: en sekulär federation med namnet "Isratine".
Under striderna i Sirte den 20 oktober 2011, som var en del av det libyska inbördeskriget, rapporterades att han blivit tillfångatagen av rebellstyrkor som flög honom till ett sjukhus. Uppgifterna visade sig dock senare vara falska, liksom de minst två tidigare tillfällen då Nato-vänlig media rapporterat om hans död. Den 26 oktober 2011 meddelades att han önskade ge upp och att han ville bli utlämnad till Internationella domstolen i Haag.
Saif al-Islam Gaddafi rapporterades arresterad av de libyska upprorsmännen efter en skottväxling den 19 november 2011 i staden Obari och Internationella domstolen i Haag vill ha honom utlämnad. När bilder senare publicerades framkom det att han nu saknade tre fingertoppar på vänsterhanden samt en framtand. 
Soldaterna i Zintan vägrade lämna ut Saif al-Islam till den internationella domstolen i Haag, istället dömdes han 2016 till döden av domstolen i Tripoli via videolänk. Han beviljades 2017 amnesti av ett parlament i östra Libyen som stod i konflikt med regeringen i Tripoli. Han frigavs därefter. 
Saif al Islam Khadaffi har eventuellt kunskap om faderns gömda tillgångar, såsom nergrävda guldtackor i öknen och fonder i företrädesvis afrikanska banker kopplade till LIA (Libyan Investment Authority).
Han har tidigare haft en kärleksrelation med den israeliska skådespelerskan Orly Weinerman.